# Einstein-De Sittermodel
Het Einstein-De Sittermodel is een theoretisch model voor het beschrijven van de uitdijing van het heelal, zoals beschreven door de Friedmann-vergelijkingen. Het maakt gebruik van de veronderstelling dat het heelal een vlakke geometrie heeft en alleen materie bevat. Het is een veelgebruikt voorbeeld van een oplossing voor de Friedmann-vergelijking, omdat het eenvoudig is uit te rekenen.

## Oorsprong
Het model werd in 1932 door Albert Einstein en Willem de Sitter gezamenlijk in een artikel in Proceedings of the National Academy of Sciences voorgesteld als model voor het heelal. Hierin werd aangenomen dat het heelal isotroop en homogeen is. Dit wordt ook wel het kosmologisch principe genoemd, en werd in 1922 al door Alexander Friedmann gebruikt voor het afleiden van de Friedmann-vergelijkingen. De andere veronderstelling die de afleiding van het model mogelijk maakt is dat het heelal slechts materie bevat. Andere (meer recente) modellen van het universum bevatten ook andere componenten als straling en donkere energie.

## Eigenschappen
Het model voorspelt een oneindig groot heelal dat beschreven kan worden met een Euclidische geometrie. Met een Hubble parameter H0 van 
{\displaystyle H_{0}=71\ {\rm {km\ s^{-1}\ Mpc^{-1}}}}
(waarbij Mpc is Megaparsec) geeft het een leeftijd van het heelal van 10,2 miljard jaar. Dit is minder oud dan sommige sterren die we kunnen zien en dan de leeftijd van 13,7 miljard jaar gemeten door WMAP.